# (8290) 1992 NP
1992 أن بي (ويعرف أيضًا باسم (8290) 1992 أن بي وفق تسمية الكوكب الصغير) (بالإنجليزية: 1992 NP)‏ هو كويكب ضمن حزام الكويكبات؛ وترتيبه 8290 من حيث الاكتشاف.
اكتُشف هذا الجُرم الفلكي بواسطة اليانور إف. هيلين في 2 يوليو 1992.

## وصلات خارجية
- (8290) 1992 NP في قاعدة بيانات مختبر الدفع النفاث لأجرام النظام الشمسي الصغيرة

- الاكتشاف · مخطط المدار ·  العناصر المدارية · المعلمات المادية

- (8290) 1992 NP على موقع ويكي سكاي: DSS2, SDSS, GALEX, IRAS, Hydrogen α, X-Ray, Astrophoto, Sky Map, Articles and images